# 奇佩利夫
51°51′59″N 32°5′0″E / 51.86639°N 32.08333°E
奇佩利夫（烏克蘭語：Чепелів）是位於烏克蘭北部切爾尼戈夫州裏科留基夫卡區的村莊，始建於1650年，面積0.04平方公里，海拔高度121米，2001年人口306，人口密度每平方公里7,650人。